# قجرية الأولى (اسماعيلية)
قجرية الأولى (بالفارسية: قجریه یک) هي قرية وتقع في إيران في قسم إسماعيلية الريفي. يقدر عدد سكانها بـ 688 نسمة بحسب إحصاء 2016.